# Arctocephalus pusillus
L'otaria orsina del Capo (Arctocephalus pusillus, nota anche come otaria orsina sudafricana e otaria orsina australiana) è una specie di otaria orsina.

## Descrizione
L'otaria orsina del Capo ha la testa grossa e larga ed il muso appuntito. I maschi variano di colore dal marrone al grigio scuro, ma hanno una criniera più scura e le regioni inferiori chiare. Raggiungono i 2,2 m di lunghezza e pesano 200–360 kg. La colorazione delle femmine varia tra il grigio e il marrone chiaro; le regioni inferiori sono scure, mentre la gola è chiara. Misurano 1,7 m di lunghezza e pesano in media 120 kg. Alla nascita, i cuccioli sono neri, ma diventano grigi con la gola pallida dopo la muta.

## Distribuzione e habitat

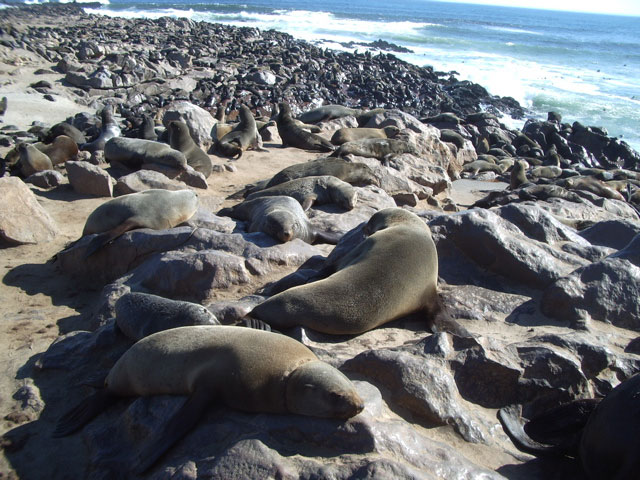
Colonia di otarie orsine del Capo.

L'otaria orsina del Capo vive lungo le coste della Namibia e quelle occidentali del Sudafrica, fino al capo di Buona Speranza e alla provincia del Capo. La sottospecie australiana si riproduce su nove isole situate nello stretto di Bass, tra la Tasmania e il Victoria.
Entrambe le sottospecie sostano e si riproducono su isole e coste rocciose, oppure su spiagge ricoperte da ciottoli e rocce. Ciò nonostante, in Sudafrica formano colonie riproduttive numerose anche su spiagge sabbiose, e se ne possono incontrare regolarmente in gran numero su una spiaggia sabbiosa sul Capo Fria, in Namibia settentrionale, anche se non vi si riproducono.

## Biologia

### Alimentazione

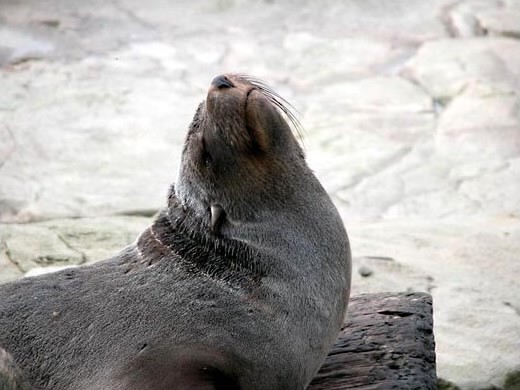
Primo piano di un'otaria orsina del Capo.

Le otarie orsine del Capo si nutrono soprattutto di pesci ossei, ma anche di cefalopodi, crostacei e perfino di uccelli. La sottospecie australiana si alimenta sul fondo della piattaforma continentale, mentre quella africana lo fa in oceano aperto.

### Comportamento e riproduzione

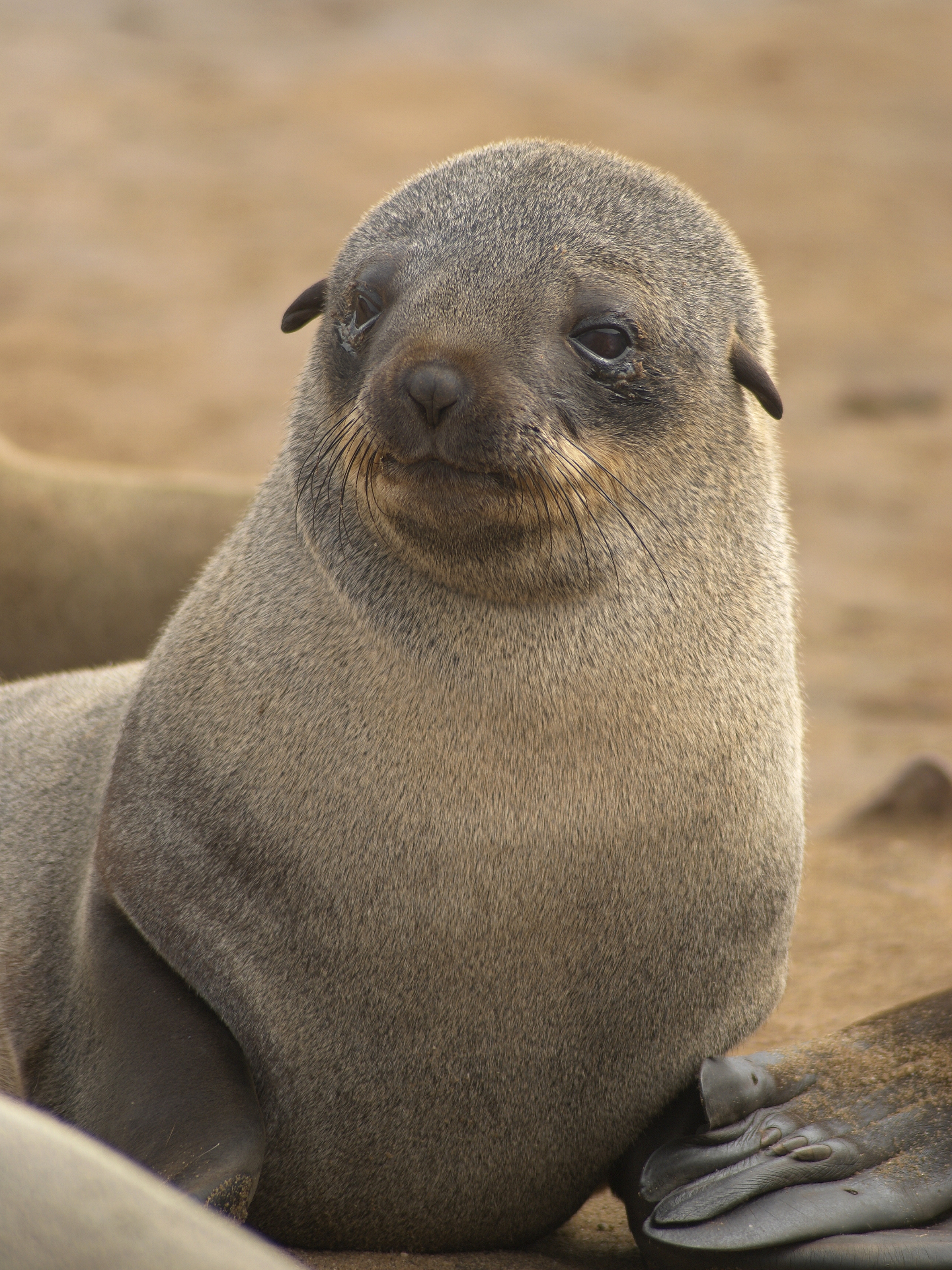
Un esemplare di otaria orsina del Capo della colonia di Cape Cross, in Namibia.

Nonostante le otarie orsine del Capo si spostino normalmente da sole, se ne possono vedere gruppi numerosi giocare tra i letti di kelp. Le femmine gravide rimangono in mare per 7 settimane prima della stagione riproduttiva.
Queste animali si riproducono verso la metà di ottobre. Diversamente da molte altre specie di otarie, le femmine sono libere di scegliersi il proprio partner, dopo averne valutato il valore del territorio. Sia i maschi che le femmine ingaggiano combattimenti territoriali con i membri dello stesso sesso. Le femmine hanno territori più piccoli e di conseguenza quelli dei maschi si sovrappongono a quelli di più femmine. L'harem di un solo maschio può comprendere 50 femmine.
I cuccioli nascono solitamente tra la fine di novembre e gli inizi di dicembre. Dopo aver partorito, le femmine si accoppiano con i proprietari dei propri harem, dopo di che trascorrono i mesi successivi nutrendosi in mare e ritornando ad allattare i piccoli, svezzati all'età di quattro mesi. Questi iniziano a nuotare in tenera età e più tempo trascorrono in acqua, meglio imparano ad adattarsi al proprio ambiente. A partire dai sette mesi, sono in grado di nuotare per due o tre giorni consecutivi.
Il predatore principale di questi animali è il grande squalo bianco. A Seal Island, nella False Bay, infestata da questi squali, le otarie hanno sviluppato tutta una serie di strategie anti-predatorie, come:
- nuotare in gruppi numerosi, fra i 10-12 esemplari;
- rimanere poco in superficie per incrementare la vigilanza subacquea;
- sfrecciare in direzioni differenti per creare confusione all'assalitore;
- rimanere nei pressi della pinna dorsale dello squalo, se attaccate, per evitarne le fauci.

L'altro grande predatore marino dell'otaria è l'orca, che spesso le tende trappole sfruttando il lavoro di squadra. Sulla terraferma, lungo la Skeleton Coast, nel deserto del Namib, in Namibia, le iene brune e gli sciacalli dalla gualdrappa catturano i cuccioli che si allontanano dalla colonia, mentre talvolta gli adulti cadono vittime di leoni e leopardi avventuratisi sulla spiaggia.

### Interazioni con l'uomo

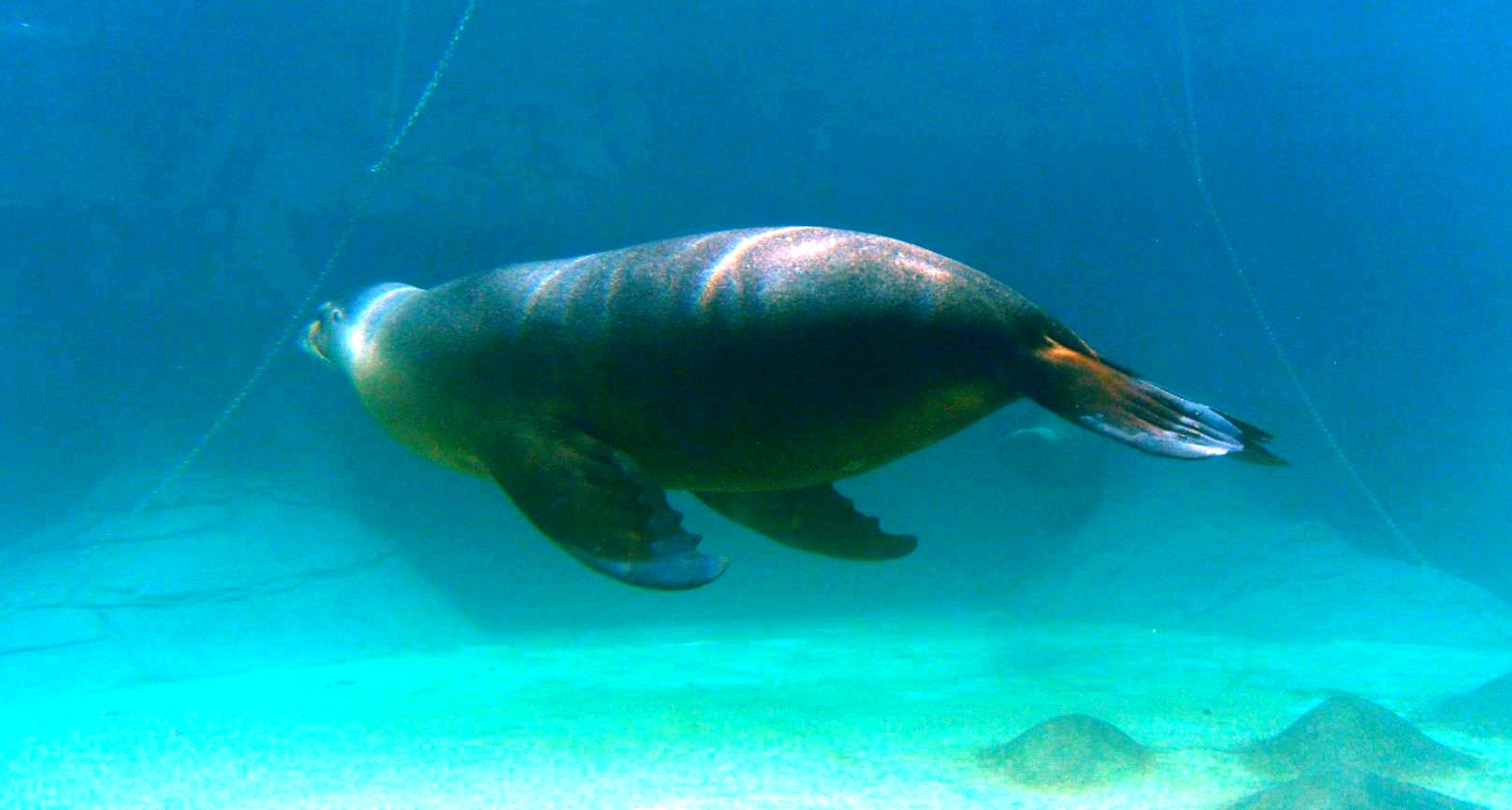
Otaria orsina australiana.

In acqua, l'otaria orsina del Capo è un animale curioso e giocherellone e spesso accompagna i subacquei. Compie immersioni della durata di svariati minuti, perfino a profondità di 60 m. Sulla terra, tende ad essere meno tranquilla e se un uomo si avvicina fugge via in preda al panico.
Le otarie orsine australiane vennero cacciate in gran numero per scopi commerciali tra il 1798 e il 1825. Questa caccia venne vietata solamente nel 1923 e le popolazioni di questi pinnipedi stanno ancora riprendendosi. I siti di riproduzione sono protetti dalla legge. Comunque, il governo tasmaniano, nell'ottobre 2000, ha autorizzato l'uccisione di otarie «dannose».
Le otarie orsine sudafricane, nonostante le mattanze annuali, godono ancora di una popolazione molto numerosa e in salute.